# Karl-Heinz Steinbeck
Karl-Heinz „Bubi“ Steinbeck (* 21. März 1919 in Berlin-Schöneberg) ist ein ehemaliger deutscher Fußballtorhüter, der viele Jahre im Berliner Raum aktiv war und mit Tennis Borussia Berlin viermal Berliner Meister wurde.

## Laufbahn
Karl-Heinz Steinbeck begann seine Karriere in der Jugendabteilung des BFC Preussen und stand dort schon von klein auf im Tor. Als 17-Jähriger kam er erstmals in der ersten Mannschaft des Vereins zum Einsatz, da Stammtorhüter Fritz Hengesbach verletzungsbedingt ausfiel. Steinbeck nutzte diese Chance und etablierte sich als Stammtorhüter des BFC Preussen in der zweithöchsten Berliner Spielklasse.
Seine Berliner Fußballerlaufbahn wurde durch den Beginn des Zweiten Weltkriegs jäh unterbrochen. 1939 war Steinbeck Teil des Überfall auf Polen und konnte nach eigenen Angaben mehrere Spiele für die SV Nordring Stettin in der Gauliga Pommern absolvieren. Als 1941 die Abkommandierung zum Russlandfeldzug bevorstand, brach sich Steinbeck bei seinem Heimaturlaub in Berlin in einem Spiel für den BFC Preussen den Arm. Dies stellte sich als Glücksfall für ihn heraus, denn im Lazarett Berlin-Köpenick fand er eine Anstellung in der dortigen Verwaltung und konnte während seiner einjährigen Anstellung immer wieder für den BFC Preussen spielen. Im Dezember 1944 wurde Steinbeck bei Narva durch einen Schuss schwer am linken Unterarm verletzt, was ihn über das Lazarett Danzig-Elbing schließlich nach Schleswig-Holstein führte. Dort erlebte Steinbeck das Ende des Krieges und setzte sich nach Berlin ab, wo er im Spätherbst 1945 eintraf.
Zurück daheim wurde Steinbeck beim Sportamt Kreuzberg vorstellig und äußerte den Wunsch, wieder Fußball spielen zu können. Steinbeck beschrieb den Vorgang 1988 wie folgt:

„Der Leiter des Sportamtes, ein gewisser Erwin Booser, er ist heute noch beim Berliner Verband in Amt und Würden, kam aus seinem Arbeitszimmer, umarmte mich und sagte: „Du spielst bei Kreuzberg-Süd.“ Na schön, dachte ich, die Hauptsache Du spielst irgendwo. Gesagt, getan, ich war kaum eine Stunde zu Hause, da stand schon eine Delegation von sechs Mann vor meiner Tür und machte mir begreiflich, daß ich in der Skalitzer Straße wohne und folglich bei Kreuzberg-Ost zu spielen hätte.“

Mit der SG Kreuzberg-Ost scheiterte Steinbeck knapp in der Qualifikationsrunde zur Berliner Stadtliga und schloss sich in der folgenden Saison Tennis Borussia Berlin an, welches zwischen 1945 und 1949 unter dem Namen SG Charlottenburg firmierte. In seiner Zeit bei den Lila-Weißen wurde Steinbeck viermal Berliner Meister, zweimal Berliner Pokalsieger und stand mit Spielern wie Gerhard Graf, Horst Schmutzler und Hans Berndt dreimal in der Endrunde um die deutsche Fußballmeisterschaft. Tennis Borussia kam in diesen Endrunden zwar nie über die Gruppenphase hinaus, trotzdem waren die Heimspiele wahre Zuschauermagnete. So spielte man 1951 zum Beispiel vor 85.000 Zuschauern im Berliner Olympiastadion gegen den 1. FC Nürnberg (Endstand: 2:3) und 1952 wohnten sogar 95.000 Menschen einem 1:1 gegen den VfB Stuttgart bei. Steinbeck stand in allen dreizehn Endrundenspielen von Tennis Borussia zwischen 1950 und 1952 in der Startformation.
Große Zuschauerzahlen gab es auch hin und wieder in seinen siebzehn Spielen für die Berliner Stadtauswahl. In seinem letzten Spiel als Torhüter der Stadtauswahl im Februar 1951 waren 90.000 Zuschauer im Berliner Olympiastadion Zeuge eines 2:2 gegen Young Fellows Zürich. Auch als Kapitän der Berliner Amateurauswahl war Steinbeck aktiv, denn als 1950 das Vertragsspielertum in Berlin eingeführt wurde, unterzeichnete der Schöneberger keinen Vertrag bei Tennis Borussia. Steinbecks Erklärung hierzu:

„Ich durfte nicht unterschreiben! Damals war mein Arbeitgeber, der Herr Polizeipräsident, noch gegen einen solchen Vertrag. Ich blieb also nach außen hin Amateur, erhielt aber die gleichen Bezüge wie meine Kameraden, unter der Hand. Ich war seit dem 1. Dezember 1945 als Kriminalbeamter tätig.“

Auch überregional fand Steinbeck in Auswahlmannschaften Beachtung. Reichstrainer Otto Nerz lud ihn vor dem Zweiten Weltkrieg zweimal zu Lehrgängen ein und auch Sepp Herberger hatte Steinbeck in seinem Blickfeld. Zu mehr als einer Nominierung für ein Länderspiel gegen die Türkei im Juni 1951 reichte es aber schlussendlich nicht. Steinbeck blieb ohne Länderspieleinsatz.
1953 wechselte Steinbeck innerhalb Berlins zu Hertha 03 Zehlendorf und war dort noch bis 1956 in der Berliner Stadt- und Amateurliga aktiv. Nach seiner Spielerkarriere engagierte sich Steinbeck noch mehrere Jahre im Vorstand bzw. als Pressesprecher von Tennis Borussia, zog sich 1964 aber aus dem Vereinsgeschehen zurück und war bis zu seiner Pensionierung im Jahre 1977 in seinem Beruf als Kriminalbeamter tätig.